# 달의 북극

LRO가 제작한 달 북극 지역 모자이크. 북극이 중앙에 있다.

달의 북극은 달의 회전축이 표면과 만나는 달 북반구의 지점이다.
달 북극은 달의 최북단 지점으로, 달의 남극의 정반대에 위치한다. 위도 90°북위이다. 달의 북극에서는 모든 방향이 남쪽을 향한다. 경도의 모든 선이 거기에 수렴하므로 경도는 임의의 도 값으로 정의될 수 있다.

## 같이 보기
- 달 거주지
- 달 정찰 인공위성
- 월리학
- 달의 남극